# 宮崎神宮站
宮崎神宮站（日语：／ Miyazaki-Jingū eki */?）是一座位于日本宮崎縣宮崎市的九州旅客鐵道（JR九州）日豐本線的铁路车站。

## 车站构造

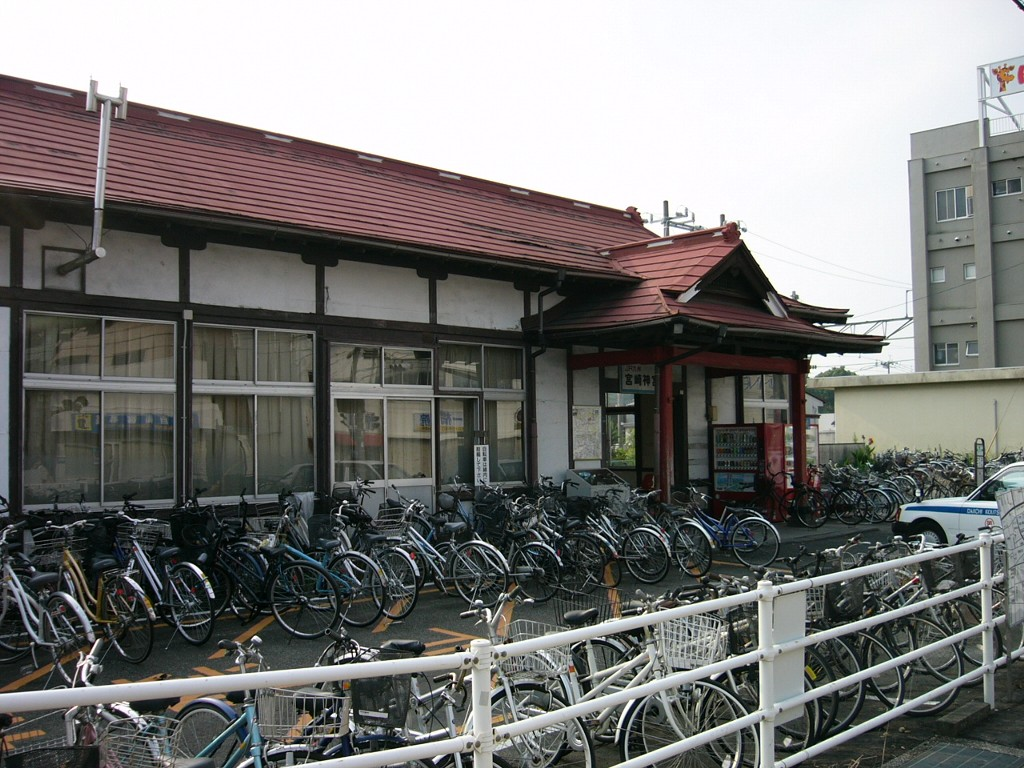
旧车站大楼，已拆除。照片摄于2003年。

現時採用簡易車站模式運作，原設有一座木製的單層站房，但因過於殘舊，於2007年時拆卸，後來在原驗票口的位置上加建了一个红色的鳥居，以呼應本站附近的宮崎神宮（但宮崎神宮的入口島居則是以石柱建成的，並沒有塗上紅色）。
鳥居入口右側設有一座男女共用的洗手間，洗手間前方為單車停泊場，通過平交道後便可沿斜道進入月台。

### 月台
有一个岛式月台，兩側各一軌道，近斜道口設有一座木製候車室，內装有自动售票机，後方為儲物室。月台上蓋及支撐柱均全塗上鳥居紅色。
2號月台旁邊設有2條側線，是供等候於宮崎站發車的列車可以在此暫時停靠。
| 月台 | 路线      | 方向 | 目的地                                   | 备注                                 |
| ---- | --------- | ---- | ---------------------------------------- | ------------------------------------ |
| 1    | ■日豐本線 | 上行 | 佐土原、日向新富、高鍋、延岡方向         | 特急列車通過線道 部分列車停靠2号月台 |
| 2    | ■日豐本線 | 下行 | 南宮崎、宮崎機場、田野、都城、西都城方向 |                                      |

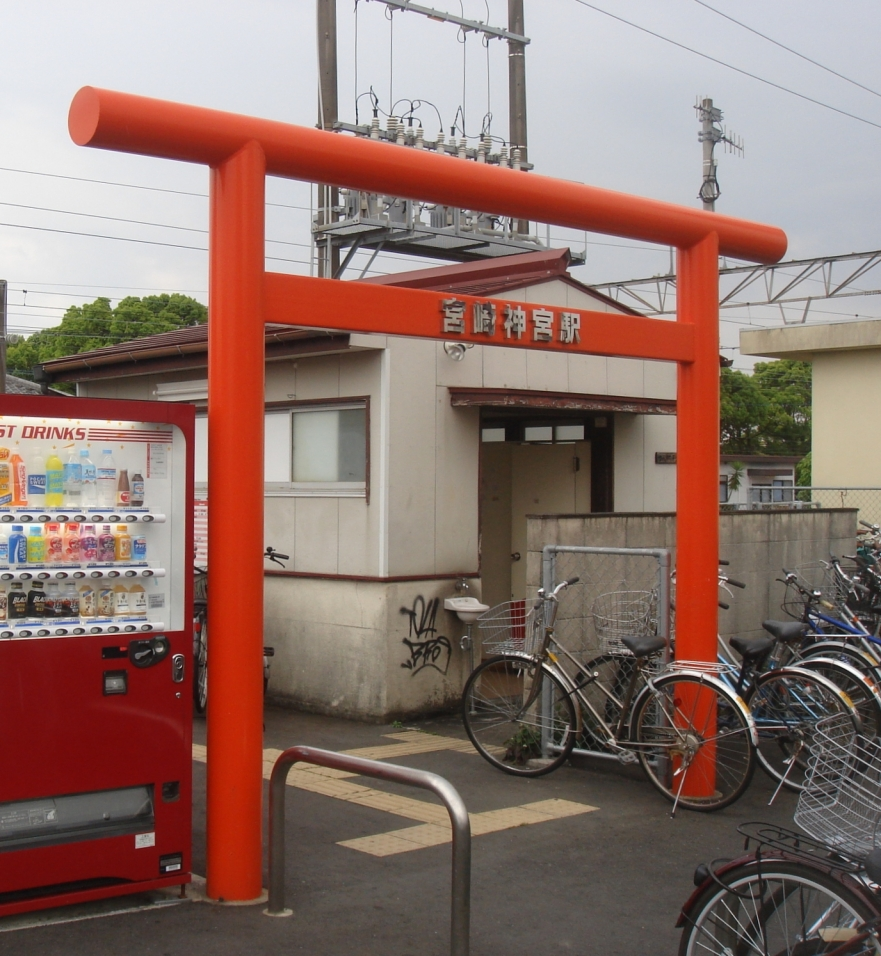
车站入口。鳥居后面的混凝土结构不是站房，而是厕所。
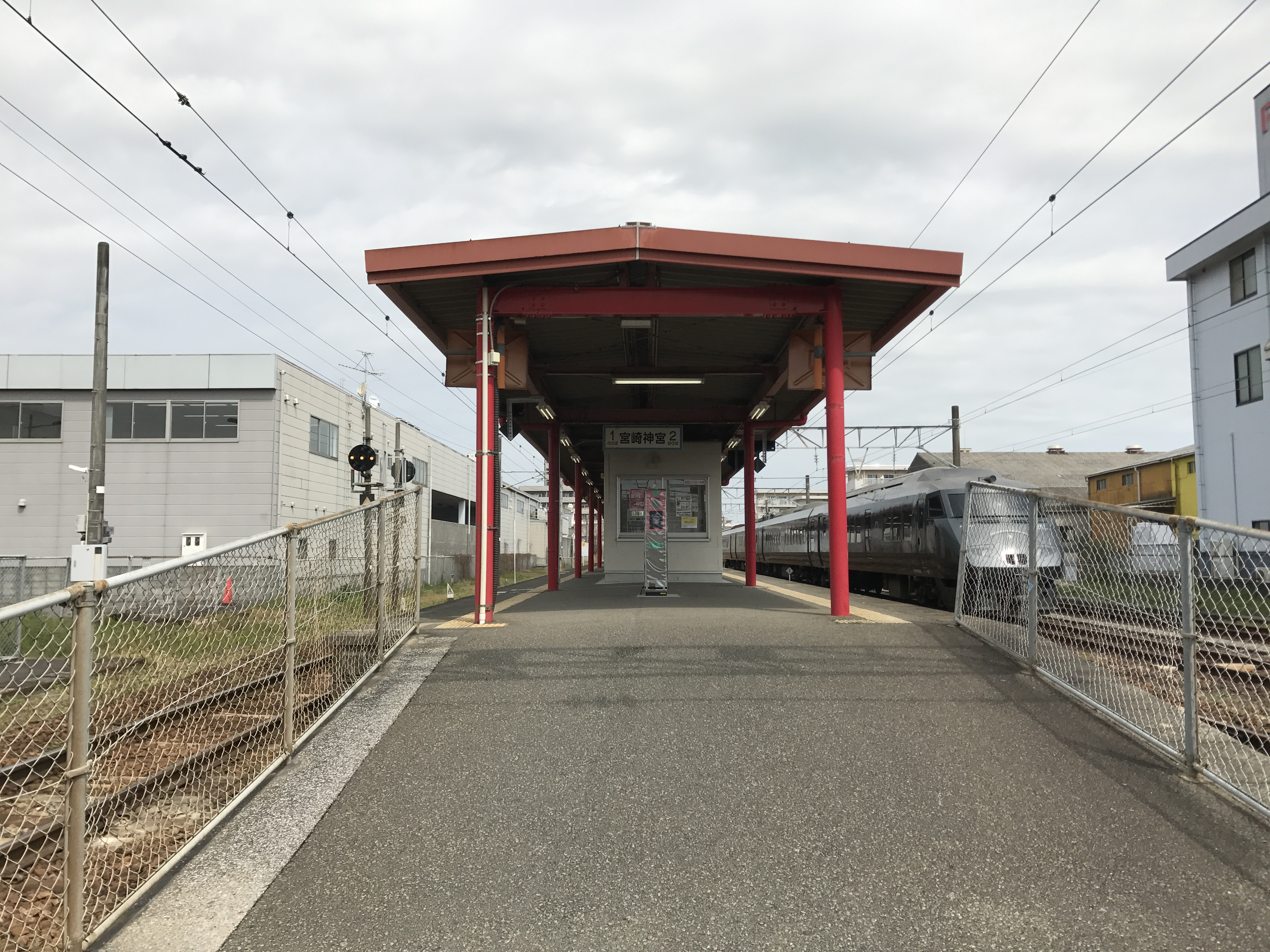
島式月台，可見Sugoca读卡器和候車室。
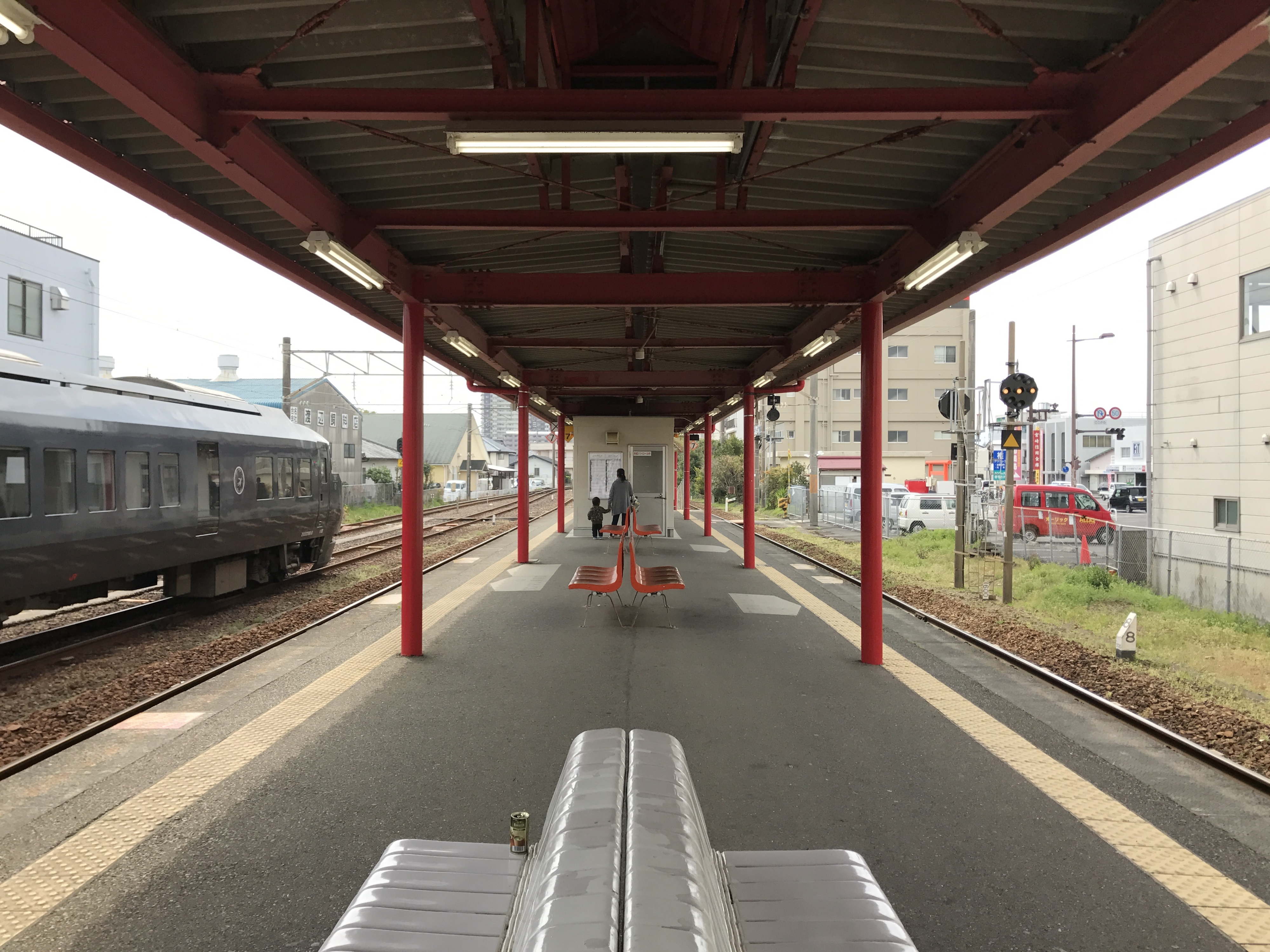
月台，可見候車室與遠方的平交道。

## 歷史
- 1913年12月15日：宮崎縣營鐵道開通由宮崎向北至廣瀨的鐵路（現已停業） 。本站於同日以花岛站（日语：花ヶ島駅）站名開業。
- 1917年9月21日：宫崎县營铁道国有化， 铁道院接管本站，編入妻轻便线。
- 1920年：路線向北延伸到高鍋，連同宮崎向南至都城的路線，全線改稱宮崎本線。接著路線逐次向北延伸道小倉，於1923年12月15日全線更名為日豐本線。
- 1954年11月10日：花岛站更名为宫崎神宮站。
- 1987年4月1日：國鐵分割民營化，本站成為九州旅客鐵道的車站[5]。
- 2007年：站房拆除。
- 2015年11月14日：开始支持IC卡「SUGOCA」[6]。
- 2022年4月1日：隨宮崎綜合鐵道事業部改組，並且昇格為宮崎支社（日语：九州旅客鉄道宮崎支社），車站管理權由宮崎支社承繼[7]。

## 旅客统计
| 年度   | 1日平均 乗車人數 |
| ------ | ---------------- |
| 1996年 | 255              |
| 1997年 | 226              |
| 1998年 | 229              |
| 1999年 | 248              |
| 2000年 | 246              |
| 2001年 | 249              |
| 2002年 | 242              |
| 2003年 | 308              |
| 2004年 | 345              |
| 2005年 | 349              |
| 2006年 | 328              |
| 2007年 | 344              |
| 2008年 | 387              |
| 2009年 | 402              |
| 2010年 | 420              |
| 2011年 | 476              |
| 2012年 | 495              |
| 2013年 | 528              |
| 2014年 | 507              |
| 2015年 | 537              |
| 2016年 | 542              |
| 2017年 | 545              |
| 2018年 | 537              |
| 2019年 | 530              |
| 2020年 | 419              |
| 2021年 | 443              |
| 2022年 | 491              |
| 2023年 | 530              |

## 相鄰車站
九州旅客鐵道
■日豐本線
■特急「日輪」、「日向」
通過
■普通列車
蓮池－宮崎神宮－宮崎